# Mecodinops subpicta
Mecodinops subpicta är en fjärilsart som beskrevs av William Schaus 1911. Mecodinops subpicta ingår i släktet Mecodinops och familjen nattflyn. Inga underarter finns listade i Catalogue of Life.